# Akpan (dessert)
Pour les articles homonymes, voir Akpan.
L'akpan est un accompagnement ou un plat de la cuisine togolaise et de la cuisine béninoise.

## Description
Originaire des Gouns, il s'agit d'une préparation de farine de maïs ou de sorgo. Il est décrit comme un yaourt végétal.
À la manière de la tarte tatin, l'akpan est aussi appelé akassaau Benin. La farine est mise à fermenter, mélangée avec du lait concentré, du sucre et de la glace au moment de la consommation.
Il est traditionnellement produit par les femmes, et vendu dans leurs petites échoppes. Mais au travers du programme AFTER (African Food Tradition rEvisited by Research), financé par l'Union européenne au titre du 7e programme-cadre de recherche et exécuté par le Cirad (Centre de coopération internationale en recherche agronomique pour le développement), l'appétit des industriels s'aiguise.